# Robert Krasser
Robert Krasser (* 20. Oktober 1882 in Wien; † 11. Juni 1958 ebenda) war ein österreichischer Pädagoge und Politiker (CS).

## Leben
Robert Krasser war Pädagoge. 1920 kandidierte er für die Christlichsoziale Partei, verfehlte aber den Einzug in den Nationalrat. Er wurde Bezirksobmann der Partei in seinem Wohnbezirk Mariahilf. Nachdem 1922 in Wien ein Stadtschulrat eingerichtet worden war, wurde Krasser in diesen gewählt. 1934 wurde er geschäftsführender Vizepräsident des Stadtschulrates und erhielt den Titel Hofrat.
Krasser war von 1932 bis 1934 Landesparteiobmann der Christlichsozialen im Wiener Landtag. In seiner Antrittsrede als Obmann im Jahre 1932 sagte er zum Antisemitismus: „Bei der Eroberung Wiens durch Lueger war eine der zündenden Ideen der Antisemitismus. Aus staatspolitischen Gründen ist es damit in unserer Partei bedenklich still geworden.“ Er wandte sich stets vehement gegen einen Anschluss an Deutschland.
Nach dem „Anschluss“ Österreichs an den NS-Staat wurde er 1938 vorübergehend verhaftet. Im Februar 1939 wurde mit halber Pension in den Ruhestand versetzt. Am 23. August 1944 wurde er von der Gestapo Wien erkennungsdienstlich erfasst, weil er „sich in einer solchen Weise über das Attentat auf den Führer geäußert [hatte], als ob er schon vorher davon Kenntnis gehabt hätte“.
Nach der Zeit des Nationalsozialismus wurde Krasser beruflich rehabilitiert und er wurde wieder Vizepräsident des Stadtschulrates.
Krasser war Mitglied der katholischen Studentenverbindung KaV Norica Wien (seit 1901), sowie unter anderem noch der Rudolfina Wien, Franco-Bavaria Wien, Austria Wien, Carolina Graz und Austria Innsbruck, alle bis 1933 im CV und danach im ÖCV. Von 1913 bis 1956 war er Philistersenior der KaV Norica Wien. Er war Vorsitzender des ÖCV-Beirates bzw. der Verbandsführung des ÖCV von 1933 bis 1948 und Vorsitzender der Altherrenschaft des ÖCV von 1948 bis 1955. Für sein Engagement erhielt er die höchste Auszeichnung des ÖCV, das Band in vestigiis Wollek sowie den ÖCV-Ehrenring.
Nachdem Robert Krasser am 11. Juni 1958 in seiner Heimatstadt gestorben war, wurde am 16. Juni 1958 auf dem Ober Sankt Veiter Friedhof beigesetzt.

## Schriften
- Ständestaat und Schule. Grundsätzliches zur österreichischen Schulerneuerg, Deutscher Verlag für Jugend und Volk, Wien 1935
- Der CV der Träger des katholischen Farbstudententums und die neue Zeit, Wien 1936
- Der CV und die geistigen Probleme der neuen Zeit, Wien 1937
- Katholisches Studententum in Österreich. Grundsätzliches zum Wiedererstehen des ÖCV, Verlag Albrecht Dürer, Wien 1947
- Katholische Farbstudenten: CV; Idee und Wirklichkeit, Herold, Wien 1952